# Pierre Hugard
Pierre Hugard, nacido en 1726, muerto en 1761, fue un compositor de música francés.
Pierre Hugard era, mediado el siglo XVIII, maestro de los escolanos o niños del coro de la catedral de París.

## Obras (escogidas)
- Missa « Redde Mihi Lætitiam » (Dame la Alegría),(1744)
- Missa « Laudate pueri Dominum » (Alabado sea el Señor de los niños), (1741)[1]
- 4 Suites, llamadas « El Baño »  (París, hacia 1760)
- Varios motetes

## Discografía (escogida)
- Conjunto Hamburger Ratsmusik : « El Baño » Suites para pardessus de viola o viola contrasoprano de cinco cuerdas[2] y bajo continuo (Thorofon, 2002).
- « El Concierto Espiritual », Hervé Niquet, Pierre Bouteiller Missa pro defunctis (Compilación) incluyendo una « Élevation » de Hugard. (Glossa, 2010)